# Peter Dubovský (Bischof)
Peter Dubovský SJ (* 28. Juni 1921 in Rakovice, Okres Piešťany, Tschechoslowakei; † 10. April 2008) war Weihbischof im Bistum Banská Bystrica, Slowakei.

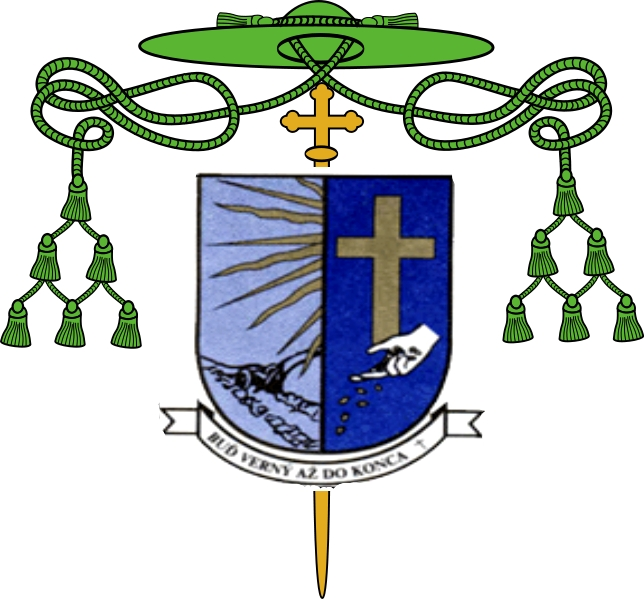
Wappen von Peter Dubovský, Weihbischof in Banská Bystrica

## Leben
Peter Dubovský trat der Ordensgemeinschaft der Jesuiten bei. Am 24. Dezember 1950 wurde er zum Priester geweiht.
Am 18. Mai 1961 ernannte ihn Papst Johannes XXIII. zum Bischof; er war einer der ersten so genannten „Geheimbischöfe“. Die geheime Bischofsweihe in der damaligen Tschechoslowakei spendete ihm Dominik Kal’ata.
Papst Johannes Paul II. ernannte ihn nach dem Fall der kommunistischen Herrschaft am 12. Januar 1991 zum Titularbischof von Carcabia und bestellte ihn zum Weihbischof im Bistum Banská Bystrica. 1997 wurde seinem Rücktrittsgesuch durch Johannes Paul II. stattgegeben.